# Naval Station Norfolk
Naval Station Norfolk is een haven van de Amerikaanse marine die de United States Fleet Forces Command in de Atlantische Oceaan, Middellandse Zee en Indische Oceaan ondersteunt. De haven ligt op het schiereiland Sewell's Point in Hampton Roads in de deelstaat Virginia. Het is de grootste marinehaven ter wereld.
Norfolk is, anno 2025, de thuishaven voor vijf vliegdekschepen in actieve dienst: 
- USS Dwight D. Eisenhower (CVN-69)
- USS John C. Stennis (CVN-74) (maar in onderhoud tot 2026)
- USS Harry S. Truman (CVN-75)
- USS George H. W. Bush (CVN-77)
- USS Gerald R. Ford (CVN-78)

Verder liggen er meer dan 30 andere fregatten en torpedobootjagers uit de Ticonderogaklasse en Arleigh Burkeklasse, acht amfibische transportschepen uit de Waspklasse en de San Antonioklasse en vijf onderzeeboten uit de Virginiaklasse (onderzeeboot) en vier onderzeeërs uit de Los Angelesklasse. Tevens ligt de uit dienst gestelde USS Enterprise (CVN-65) er nog.